# Græsrandøje
Græsrandøje (Maniola jurtina) er en sommerfugl i takvingefamilien. Det er Danmarks talrigeste dagsommerfugl, der desuden findes i hele det øvrige Europa. Den ses alle steder med højt græs og ses her i landet fra juni til september.

## Udseende
Græsrandøjen kendes i forhold til andre randøjer på sin mørkebrune farve, størrelsen og de orange forvinger. Hunnen har på oversiden af forvingen en sort, lyskernet øjeplet omgivet af orange, mens hannen på oversiden er overvejende gråbrun med meget lidt orange og en lille øjeplet. Begge køn har på undersiden af forvingen en sort øjeplet og et stort orange felt. På undersiden af bagvingen findes et lyst bånd, der er tydeligst hos hunnen:
- Han, overside
- Han, underside
- Hun, overside
- Hun, underside

## Livscyklus
Græsrandøjens æg klækker efter 2-4 uger. Den lysegrønne larve lever på mange forskellige græsser. Larven overvintrer og i maj næste år er den udvokset og forpupper sig. Efter 2-4 uger klækkes puppen og den voksne græsrandøje kommer frem.

## Foderplanter
Larven lever på flere forskellige græsarter, men oftest fine og tynde arter som fx hvene, rapgræs, rød svingel, rajgræs og fløjlsgræs.